# Fritzi Fisch
Fritzi Fisch bzw. Freddi Fisch (Name ab Spiel Nr. 4) (im Original Freddi Fish) ist eine nach dem Hauptcharakter benannte fünfteilige Computerspielserie von Ron Gilbert für 3- bis 8-Jährige, die von Humongous Entertainment entwickelt wurde.

## Spielkonzept
In jedem Spiel müssen die beiden Hauptfiguren, Fritzi und Lukas, ein bestimmtes Ziel erreichen, wie zum Beispiel einen Schatz finden, einen Geist fangen oder Ähnliches. Dazu müssen sie erst mehrere Nebenaufgaben erfüllen, meist mithilfe eines Items, das irgendwo zu finden ist. Oft muss aber auch eine Aufgabe erledigt werden, um das Item zu bekommen. Von jedem Abenteuer gibt es mehrere Versionen, sodass man nach einmaligen Durchspielen noch nicht alles entdeckt hat.
Auffällig sind die sehr vielen anklickbaren Hintergründe, Figuren und Gegenstände, die verschiedene Animationen auslösen, wie etwa kurze Cameoauftritte diverser Meeresbewohner, längere Dialoge zwischen den beiden Hauptfiguren und den Nebenfiguren, Minispiele, Musikeinlagen sowie kleinere Sketches mit häufig popkulturellen Referenzen, welche beim Besuch Fritzis und Lukas im Theater oder Kino angesehen werden können. Insgesamt gibt es weit über tausend solcher „Extras“.

## Spiele

### Fritzi Fisch und der verschwundene Schatz (1994)
In diesem Spiel müssen Fritzi und Lukas den Seetangsaatschatz von Oma Flunder finden. Die Haie, die ihn gestohlen haben, haben überall Flaschen mit Hinweisen versteckt, in denen Zettel sind, auf denen der Platz der nächsten Flasche steht. Die letzte Flasche enthält den Ort des Schatzes. Bis diese gefunden ist, müssen Fritzi und Lukas vielen anderen helfen, um nützliche Gegenstände zu bekommen.

### Fritzi Fisch und das Flossengespenst (1996)
Ein Gespenst sucht die Schule heim. Tatsächlich handelt es sich dabei um die beiden Haie aus Teil 1, die den Kindern ihr Spielzeug stehlen wollen. Fritzi und Lukas planen, eine Gespensterfangmaschine zu bauen, für die sie viele verschiedene Gegenstände brauchen, die nicht einfach zu bekommen sind.
Das zweite Spiel baut deutlich auf den ersten Teil auf. Viele Charaktere (Rudi, Adelbert Aal und andere) und Gegenstände, wie die Superduperschlickschockbox sind aus Teil 1 übernommen. Doch es gibt auch neue Elemente, wie zum Beispiel ein Minispiel, von dem es von da an in jedem Teil eins gibt. Außerdem ist das Spiel deutlich umfangreicher.

### Fritzi Fisch und der Fall der gestohlenen Trompetenschnecke (1998)
Fritzi Fisch und Lukas werden von Lukas Onkel Benni zum Gründertagsfest eingeladen. Als sie dort ankommen, erwartet sie eine böse Überraschung: Onkel Benni wird wegen Verdachts, die große Trompetenschnecke gestohlen zu haben, eingesperrt. Er bestreitet dies jedoch und überreicht Fritzi und Lukas eine Liste mit all den Anwesenden am Tatort. Die Aufgabe besteht nun darin, die in der Trompetenschnecke enthaltenen 3 goldenen Pfeifen, wiederzufinden, damit Wuffi der Hund die Fährte des Diebes aufnehmen kann.
Zu guter Letzt verliert der Dieb auch noch eine Tasche mit Beweismaterial. Kurz vor Ende des Spiels halten Fritzi und Lukas die wütende Menschenmeute davon ab, Onkel Benni weiterhin die Schuld zu geben. Es gilt nun, anhand des in der Tasche gefundenen Materials, den richtigen Täter aus den 7 Verdächtigen auszuwählen.

### Freddi Fisch und das Geheimnis der Salzwasserschlucht (1999)
Die Schweinefische von Cousine Calico wurden von ihrer Ranch gestohlen. Freddi und Lukas finden zwar das Versteck der Diebe schnell, müssen aber erst auch wie Fischdiebe angezogen sein, damit sie hineindürfen: Hut, Halsband und Schnalle.
Am Ende des Spiels gilt es, den Big Boss zu finden, den Anführer der Schweinefischdiebe. Dies könnte fast jeder sein und die Auflösung ist jedes Mal anders. Es gibt am Ende aber immer eine dezente Anspielung darauf, die es dem Spieler erleichtert.
Viele Elemente aus dem Wilden Westen sind zu finden: Es gibt einen Sheriff, einen Schmied, eine Wild West-typische Bar und weiteres.
Ab diesem Spiel werden die Aufnahmen in einem anderen Synchronstudio gemacht. Das erklärt den Namenswechsel und die neuen Stimmen für alle Charaktere.

### Freddi Fisch und das Rätsel der Korallenbucht (2002)
Freddi Fisch und Lukas wollen zur Einweihung des neuen Vergnügungsparks in die Korallenbucht. Doch der Park kann nicht eröffnet werden, solange ein mysteriöses Meeresungeheuer dort sein Unwesen treibt. Freddi Fisch und Lukas machen sich auf, um dieses Wesen zu finden und müssen wieder unterwegs anderen helfen, um zum Ziel zu kommen.

## ScummVM
Alle für den PC veröffentlichten Spiele inklusive der Minispiele Freddi Fish and Luther’s Maze Madness, Freddi Fish and Luther’s Water Worries und Freddi Fish's One-Stop Fun Shop werden von ScummVM unterstützt und laufen damit auch auf vielen anderen Plattformen.

## Charaktere

### Fritzi Fisch
Fritzi Fisch bzw. Freddi Fisch (im Original Freddi Fish), synchronisiert von Michaela Degen bzw. Sylvia Nagler (im Original von Annette Toutonghi), ist eine gelbe Goldfischdame und der Hauptcharakter der Serie. Fritzi macht im Grunde alles richtig und ist quasi das Gegenteil von Lukas. Sie soll dem Spieler daher als Vorbild dienen.
Sie hat eine Oma, Oma Flunder, und eine Cousine, Cousine Calico.

### Lukas
Lukas (im Original Luther), synchronisiert von Michaela Amler bzw. Angela Quast (im Original von Mike McAuliffe), ist ein kleiner grüner Fisch und der beste Freund von Fritzi. Lukas ist der typische Antiheld, der immer alles falsch macht (z. B. schafft er es nicht, einen Looping zu schwimmen, weil ein Ast im Weg ist). Oft gibt er auch damit an, alles allein geschafft zu haben, obwohl die „richtigen“ Taten immer von Fritzi vollbracht werden. Zudem äußert er beim Fund eines wertvollen Gegenstandes häufig den Satz „Ich bin reich“, woraufhin er von Fritzi daran erinnert werden muss, dass jener Gegenstand nicht ihm gehöre.
Er hat einen Onkel namens Benny und einen Cousin namens Konstantin. Lukas’ Lieblingsspielzeug ist der Superheringsman.

### Weitere Charaktere
Max bzw. Sam, synchronisiert von Claus Brockmeyer, ist ein Pelikan, der in mehreren Abenteuern auftritt. Er ist ein guter Freund von Fritzi und hilft ihr im ersten Teil, Blumen zu pflücken, die sie an die anderen verteilt. Im dritten Teil, in dem er nunmehr wie im Original Sam heißt, transportiert er als Pilot von Sam Airlines Fritzi und Lukas zum Gründertagsfest.
Rudi (im Original Ray), der Mantarochen, synchronisiert von Claus Brockmeyer, ist ein Einzelhandelskaufmann, der in den ersten beiden Teilen auftritt. Sein wohl bekanntestes Produkt ist das Superduperschnickschnackdingsbums, das ihm Fritzi im ersten Teil gibt, damit sie eine Perle bekommt. Im zweiten Teil singt er in einer Version davon, dass er es mit einer Sardine gegen eine Flasche Öl getauscht habe, in einer anderen Version tauscht er es gegen einen von Fritzi gewonnenen Pokal ein.
Dieter-Thomas Hai (im Original Gill Barker), ein Weißer Hai, nimmt in den folgenden Teilen Rudis Rolle als Verkäufer ein. Im dritten Teil ist er ein Jahrmarktbetreiber, im vierten Teil ein Verkäufer von Radmuttern und Kaugummis und im fünften Teil verkauft seine Zwillingsschwester Leim. Als Zahlungsmittel erhält er von Fritzi und Lukas violette Seeigel, welche zuvor durch den Spieler eingesammelt werden müssen. Sein Name in der deutschen Fassung ist eine Anspielung auf Dieter Thomas Heck.
Adelbert Aal (im Original Eddie the Eel), synchronisiert von Andreas Lier, ist ein gefräßiger Aal, der in den ersten beiden Teilen auftaucht. Nachdem man ihn mit reichlich Essen versorgt hat, ist er immer friedlich und zieht sich zurück, da er meist Fritzi und Lukas den Weg versperrt.
Die Haie versuchen in den ersten beiden Teilen Fritzi und Lukas etwas zu stehlen bzw. haben es schon getan und die beiden müssen nun versuchen, es wieder zu bekommen. Der fiese und autoritäre Oberhai, synchronisiert von Walter von Hauff, muss sich des Öfteren über den sehr schussligen Unterhai, synchronisiert von Reinhard Brock, aufregen, da dieser etwas falsch getan hat. Doch eigentlich dienen beide demselben, vor dem sie auch beide gleichermaßen Angst haben, Don Krakone, synchronisiert von Claus Brockmeyer, einer Krake, die die Haie immer beauftragt, etwas für sie zu besorgen. Krakone murmelt stets Unverständliches, was die Haie aber dennoch zu verstehen scheinen, und ist im Besitz eines weißen Katzenfisches, den er permanent streichelt, was auf die weiße Angorakatze des James-Bond-Bösewichtes Ernst Stavro Blofeld anspielt.

## Rezeption
- Die c’t rezensierte das Computerspiel Fritzi Fisch und der verschwundene Schatz in ihrer Ausgabe 3/2009 im Februar 2009.[1]